# Antigone (figlia di Laomedonte)
Antigone (in greco antico: Ἀντιγόνη?, Antigónē) è un personaggio della mitologia greca. Fu una principessa di Troia.

## Genealogia
Figlia di Laomedonte.
Non ci sono notizie su sposi o progenie.

## Mitologia
Si vantò di superare Era per la bellezza della sua chioma e la dea la trasformò in una cicogna bianca e così, dopo aver avuto le ali al posto delle mani, fu costretta ad applaudire a sé stessa stridendo con il becco.